# Амангельдинський сільський округ (Уаліхановський район)
Амангельди́нський сільський округ (каз. Амангелді ауылдық округі, рос. Амангельдинский сельский округ) — адміністративна одиниця у складі Уаліхановського району Північноказахстанської області Казахстану. Адміністративний центр — село Амангельди.
Населення — 237 осіб (2021; 681 у 2009, 1603 у 1999, 3182 у 1989).
Станом на 1989 рік існували Амангельдинська сільська рада (села Амангельди, Джамбул) та Озерна сільська рада (села Озерне, Сага). Пізніше село Жамбил (колишнє Джамбул) було передано до складу Бідайицького сільського округу. Село Сага було ліквідоване 2010 року.

## Склад
До складу округу входять такі населені пункти:
| Населений пункт  | Старі назви | Населення, осіб (1989) | Населення, осіб (1999) | Населення, осіб (2009) | Населення, осіб (2021) |
| ---------------- | ----------- | ---------------------- | ---------------------- | ---------------------- | ---------------------- |
| Амангельди, село | -           | 1499                   | 851                    | 293                    | 37                     |
| Сага, село       | -           | 200                    | 103                    | 7                      | -                      |
| Тлеусай, село    | Озерне      | 1483                   | 649                    | 381                    | 200                    |